# Cheilosia nigriventris
Cheilosia nigriventris är en tvåvingeart som beskrevs av Barkalov och Cheng 2004. Cheilosia nigriventris ingår i släktet örtblomflugor, och familjen blomflugor. Inga underarter finns listade i Catalogue of Life.